# Run to the Hills
Run to the Hills is een nummer van de Britse heavy metal band Iron Maiden. Het nummer werd op 12 februari 1982 eerst in het Verenigd Koninkrijk, Ierland en het vaste land van Europa op single uitgebracht en op 31 mei volgden Australië, Nieuw-Zeeland, de VS en Canada. Het was de eerste single van het album The Number of the Beast, eveneens uit 1982. Het was bovendien de eerste single van de band met Bruce Dickinson als zanger. Op 11 maart 2002 werd het nummer op cd-single uitgebracht.

## Tracklijst

### 1982
1. Run to the Hills (Steve Harris) – 3:50
2. Total Eclipse (Clive Burr, Steve Harris, Dave Murray) – 4:28

### 1985
1. Run to the Hills (live) (Long Beach Arena, Long Beach, Californië 14 tot 17 maart 1985) (Steve Harris) – 3:54
2. Phantom of the Opera (live) (Hammersmith Odeon, Londen 8 tot 12 oktober 1984) (Steve Harris) – 7:20

## Bezetting
- Bruce Dickinson – zang
- Dave Murray – gitaar
- Adrian Smith – gitaar
- Steve Harris – basgitaar
- Clive Burr – drums

## NPO Radio 2 Top 2000
| Nummer met noteringen in de NPO Radio 2 Top 2000 | '19 | '20 | '21 | '22 | '23 | '24 |
| ------------------------------------------------ | --- | --- | --- | --- | --- | --- |
| Run to the Hills                                 | 255 | 249 | 284 | 263 | 287 | 297 |

1. ↑  Een vetgedrukt getal geeft de hoogste notering aan.
2. ↑  2019 was het eerste jaar met een notering voor dit nummer.